# 16218 Mintakeyes
16218 Mintakeyes è un asteroide della fascia principale. Scoperto nel 2000, presenta un'orbita caratterizzata da un semiasse maggiore pari a 3,1627745 au e da un'eccentricità di 0,0940047, inclinata di 2,66549° rispetto all'eclittica.
L'asteroide era stato inizialmente battezzato 16218 Mintakeys per poi essere corretto nella denominazione attuale.
L'asteroide è dedicato alla veterinaria statunitense Minta Keyes.